# Хвощевая (село)
Хвощевая (укр. Хвощова) — село,
Белковский сельский совет,
Тростянецкий район,
Сумская область,
Украина.
Код КОАТУУ — 5925080407. Население по переписи 2001 года составляло 45 человек.
По состоянию на начало 2018 года село прекратило своё существование: оставшихся в живых жителей села родственники забрали к себе, большинство жилых домов разрушены либо разобраны на дрова и кирпичи.
Автобусное сообщение между селом и районным центром прекращено.
Оживает село только весной, когда в поминальную неделю родственники похороненных на сельском кладбище приезжают почтить память усопших.

## Географическое положение
Село Хвощевая находится в балке Хвощевской Яр, по которой протекает пересыхающий ручей.
На расстоянии в 1 км расположено село Грузское.

## Достопримечательности
- Братская могила советских воинов.